# Powodów Pierwszy
Powodów Pierwszy [pronunciación en polaco: /pɔˈvɔduf ˈpjɛrfʂɨ/] es un pueblo ubicado en el distrito administrativo de Gmina Wartkowice, dentro del condado de Poddębice, Voivodato de Łódź, en el centro de Polonia. Se encuentra a unos 8 kilómetros al este de Wartkowice, a 14 kilómetros al noreste de Poddębice, y a 32 kilómetros al noroeste de la capital regional Łódź.
El pueblo tiene una población de 110 habitantes.